# Tiny Moving Parts
Tiny Moving Parts — американская «эмо-ривайвл» группа из города Бенсон, штат Миннесота, основанная в 2008 году.

## История
Tiny Moving Parts — это семейная рок-группа, состоящая из братьев Уильяма Шевалье (ударные), Мэтью Шевалье (бас, вокал) и их двоюродного брата Дилана Маттейзена (гитара, вокал). Трио начало играть вместе в младших классах. После выпуска своего первого альбома «Waves Rise, Waves Recede, The Ocean Is Full of Waves», 19 июня 2010 года они выпустили второй альбом «Moving to Antarctica». Третий альбом «The Couch Is Long & Full of Friendship» был выпущен 13 января 2013 года. Позже в этом месяце группа гастролировала вместе с The Front Bottoms, Frameworks и Hostage Calm.
В марте 2014 года группа выступила с Japanther. Позднее в том же месяце группа подписалась на Triple Crown Records. В апреле и мае группа отправилась в турне с Frameworks, Gates и Free Throw. В июне группа поддержала Modern Baseball в их хэдлайнерском туре по США. 9 июля «Always Focused» был доступен для потоковой передачи. 9 сентября они выпустили свой четвертый альбом «Pleasant Living». В июле и августе группа выступила в качестве государственного чемпиона в их хэдлайнерском туре по США, получившем название The Shot Boys of Summer Tour. В период с октября по декабрь группа поддерживала Modern Baseball в их хэдлайнерском туре по США. В марте 2016 года они объявили, что их пятый альбом, «Celebrate», выйдет 20 мая 2016 года. В том же объявлении они выпустили первый сингл с Celebrate под названием «Happy Birthday». Группа отправилась в тур по весне 2016 года в поддержку The Wonder Years, Letlive и Microwave. Следующий альбом группы, «Swell», был выпущен 26 января 2018 года. 25 июня 2019 года, произведён анонс присоединения к лейблу Hopeless Records, и следующий седьмой альбом, Breathe, вышел 13 сентября 2019 года

## Состав
- Дилан Маттейзен – вокал, гитара
- Уильям "Билл" Шевалье – ударные
- Мэтью Шевалье –  бас-гитара, Бэк-вокал

## Дискография
Студийные альбомы
- Waves Rise, Waves Recede, the Ocean Is Full of Waves (self-released, 2008)
- Moving to Antarctica (self-released, 2010)
- This Couch Is Long & Full of Friendship (Kind of Like Records, 2013)
- Pleasant Living (Triple Crown Records, 2014)
- Celebrate (Triple Crown Records, Big Scary Monsters(UK/Europe), 2016)
- Swell (Triple Crown Records, Big Scary Monsters(UK/Europe), 2018)
- breathe (Hopeless Records, 2019)
- Tiny Moving Parts (self-released, 2022)

Мини-альбомы (EP)
- The Dan Martin Split w/ Victor Shores (2011)
- 7" Old Maid/Coffee with Tom (2012)
- Tiny Moving Parts/Old Gray Split (2014)[11]
- "For the Sake of Brevity"/"Fishbowl" (2019)

## Видеоклипы
- "Waterbed" (2012) Directed by Kevin Ackley[12]
- "Clouds Above My Head" (2013) Directed by Falcon Gott & TMP[13]
- "Vacation Bible School" (2013) Directed by Falcon Gott[14]
- "Fair Trade" (2014) Directed by Tiny Moving Parts[15]
- "Always Focused" (2014) Directed by Kyle Thrash[16]
- "Entrances and Exits" (2014) Directed by Tiny Moving Parts[17]
- "Sundress" (2015)[18]
- "Headache" (2016) Directed by Kyle Thrash[19]
- "Common Cold" (2016) Directed by Kyle Thrash[20]
- "Caution" (2017) Directed by John Komar[21]
- "Applause" (2018) Directed by Samuel Halleen[22]
- "Feel Alive" (2018) Directed by John Komar[23]
- "For the Sake of Brevity" (2019) Directed by Brendan Lauer[24]
- "Medicine" (2019) Directed by Lewis Cater[25]
- "Bloody Nose" (2019) Directed by Michael Herrick[26]
- "Vertebrae" (2019) Directed by Max Moore[27]